# 河内おとこ節
『河内おとこ節』（かわちおとこぶし）は、1989年6月28日に発売された中村美律子のシングル。

## 概要
- 中村の代表曲のひとつである。NHKの『NHK紅白歌合戦』では、1992年・第43回の初出場時を皮切りに、1995年・第46回、1998年・第49回、2002年・第53回、2004年・第55回、2008年・第59回、2009年・第60回、2010年・第61回と、合計8回も歌唱された。これは石川さゆりの「天城越え」（2020年・第71回）の通算12回、及び同じく石川の「津軽海峡・冬景色」（2019年・第70回）の通算11回の次いで、一歌手による歌唱記録である。
- 河内音頭風のリズムを取り入れた演歌である。関西では盆踊りで使われることも多く、夏には売上が伸びる[1]。
- 1989年の発売当時から関西ではヒットしていたが、全国的なヒットになったのは3年後の1992年のことである[2]。
- オリコンチャートでは国内盤（邦楽限定）で1989年に最高140位・1990年に最高120位、1991年に再発された後に初のトップ100入り（最高69位）、1992年に最高114位、1993年に最高92位を記録[3]。オリコンでの100位圏内ランクインは9週だが、200位圏内では200週を超えるロングヒットを記録している[3]。オリコンの100位圏内での推定売上枚数は3.5万枚だが、実際の売上はそれを遥かに上回るとみられる[3]。
- 累計販売数は70万枚（公称）[4]。
- 中村のキングレコード移籍後に再録音版が発売されている[3]。
- 2005年の『第56回NHK紅白歌合戦』の出場者選考の参考アンケートとしてNHKが実施した『スキウタ〜紅白みんなでアンケート〜』に「風まかせ」と共にランクイン（「河内おとこ節」は40位、「風まかせ」は85位）。しかしながら、中村はこの年の紅白には落選となった。
- 声優・歌手の水樹奈々が2008年のイベントでこの曲をカバーで披露している。この模様は2009年発売の『ULTIMATE DIAMOND』初回限定版のDVDに収録されている。

## 収録曲

### 1989年版
1. 河内おとこ節 （作詞：石本美由起／作曲：岡千秋／編曲：池多孝春）
2. なさけ川 （作詞：高田直和／作曲：富田梓仁／編曲：池多孝春） 
  - なお、中村が2012年に発売したシングル曲「情け川」は同名異曲である。

### 1991年版
1. 河内おとこ節 （作詞：石本美由起／作曲：岡千秋／編曲：池多孝春）
2. 河内おとこ節 （カラオケ）
3. 河内おとこ節 （カラオケ）
4. なさけ川 （作詞：高田直和／作曲：富田梓仁／編曲：池多孝春）
5. なさけ川 （カラオケ）

### 1994年版
1. 河内おとこ節 （作詞：石本美由起／作曲：岡千秋／編曲：池多孝春）
2. 河内おとこ節 （カラオケ）
3. 酒場ひとり （作詞：石本美由起／作曲：岡千秋／編曲：池多孝春）
4. 酒場ひとり （カラオケ）

### 1999年版
1. 河内おとこ節 （作詞：石本美由起／作曲：岡千秋／編曲：池多孝春）
2. 河内おとこ節 （オリジナルカラオケ）
3. 人生桜 （作詞：福田義雄／作曲：富田梓仁／編曲：池多孝春）
4. 人生桜 （オリジナルカラオケ）